# 郑履淳
郑履淳（1536年—?），字叔初。浙江嘉兴府秀水县民籍，海鹽縣人。明朝政治人物。

## 生平
刑部尚書鄭曉之子。嘉靖三十七年（1558年）戊午科顺天府乡试第128名举人，嘉靖四十一年（1562年）壬戌科会试第五十一名，三甲进士。授刑部主事，升迁尚宝司丞。隆庆三年，上疏言事得罪皇帝，被罢为民。神宗時，復起尚宝丞，升任光禄寺少卿。有《衡门集》十卷。

## 家族
曾祖鄭延，市舶副提举，贈資政大夫刑部尚書。祖父鄭儒泰，训导，封兵部主事，贈資政大夫刑部尚書。父鄭曉，刑部尚書。嫡母劉氏，继母劉氏，俱贈夫人；生母沈氏。具庆下。兄激、法、淙、洙、滴、涤。弟履準（监生）、浃、履洵。
有子鄭心材。